# Гусельники
Гусельники — деревня в городском округе город Шахунья Нижегородской области. Население 7 человек, согласно переписи населения 2021 года.

## Общая физико-географическая характеристика
Географическое положение
По автомобильным дорогам расстояние до областного центра города Нижнего Новгорода составляет 265 км, до административного центра города Шахунья — 12 км.
Часовой пояс
Гусельники, как и вся Нижегородская область, находится в часовой зоне МСК (московское время). Смещение применяемого времени относительно UTC составляет +3:00.

## История
До 1 ноября 2011 года входила в состав ныне упразднённого  Мартяхинского сельсовета. Ныне входит в состав Акатовского сельсовета.

## Население
| 1999 | 2002 | 2010 |
| ---- | ---- | ---- |
| 15   | ↗16  | ↘7   |

Национальный состав
Согласно результатам Всероссийской переписи населения 2021 года, в национальной структуре населения русские составляли 100% из 1 человека.